# Ascanius Pflaume

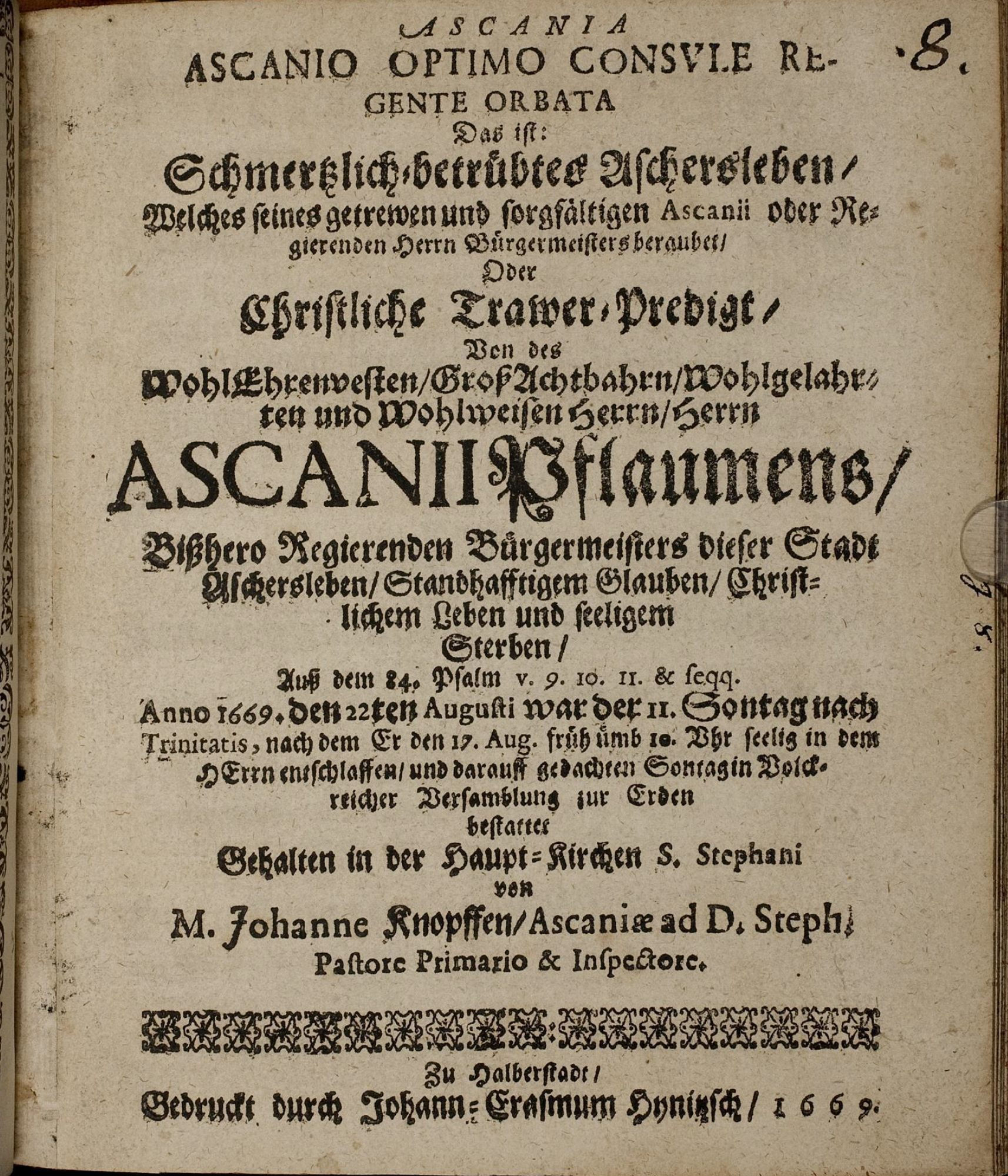
Leichenpredigt auf Ascanius Pflaume, August 1669

Ascanius Pflaume (* 11. August 1605 in Aschersleben; † 17. August 1669 ebenda) war ein deutscher Politiker.
Ascanius (oder Ascan) Pflaume war regierender Bürgermeister der Stadt Aschersleben. Zuvor wirkte er als Stadtschreiber und Stadtvogt. 1657 wurde er zum Bürgermeister gewählt.

## Herkunft

Wappen Müller um 1656

Er war der Sohn des Johannes Pflaume (* 1541 in Aschersleben; † 12. April 1625 ebenda) und dessen dritter Gattin Magdalena Müller (1578–1644) aus der wohlhabenden, über Generationen den dortigen Bürgermeister stellenden Familie Müller. Ascanius Vater Johannes Pflaume war Bürgermeister von etwa 1605–1613 und zuvor mit der ersten Gattin Walpurgis Daneil und der zweiten Gattin Maria Belwe (1565–1600) verheiratet gewesen.
Ascanius war ein Ururenkel von Bürgermeister Marcus Müller dem Älteren († 1571), der 1519 Lehensträger der Erzbischöfe von Halberstadt, laut dem Türkensteuerregister von 1531 der reichste Bürger Ascherslebens, 1531 „erster Bürgermeister des Ewigen Rates“ und zudem 1537 als Bergwerksunternehmer der Pächter der Salpeterhütte Quedlinburg war.

## Leben
Nach der Schule besuchten der körperlich schwächliche Ascanius und sein älterer Bruder Gottfried ab 1622 das Gymnasium in Eisleben, sodann eine Kirchenschule bei Pastor Andreas Cramer in Magdeburg und ab Mai 1624 die Universität Helmstedt zum Studium der Rechte und der Philosophie. Ascanius brach aber nach eigener Krankheit und dem Pest-Tod des Vaters und seines Bruders Gottfried († 1626) das Studium ab und kehrte wegen der Kriegswirren (Einfall Tillys) in die Heimatstadt zurück, um die Mutter zu unterstützen und die Geschäfte des Haushalts zu führen.
Ascanius war seit 1633 mit Rosina Konrad (* 1617 in Harkerode; † 1684 in Aschersleben), Tochter des Korn- und Brauschreibers Caspar Konrad aus dem Amt Endorf, verheiratet und bekam zahlreiche Nachkommen, die über mehrere Generationen auch Bürgermeister von Aschersleben waren. Er bewohnte ab 1626 wieder das Haus seines Vaters, das schon vor 1559 im Besitz der Familie stand, später mit zwei Söhnen, Johann Caspar Pflaume und Gottfried Pflaume, und vier Töchtern (davon 1669 drei verheiratet).
1635 übernahm Ascanius für 18 Monate Wohnsitz und Amt seines verstorbenen Schwiegervaters als Brauschreiber im Arensteinschen Brau-Hoff, wurde  1637 zum Gerichts- und Stadtschreiber nach Aschersleben berufen und hatte 9 Jahre lang mit den riskanten Kriegs-Einquartierungen zu tun. 1643 bis 1646 war er zudem Oberreitherr ebenda und war dann Stadtvogt bis 1657. In diesem Jahr übernahm er das Bürgermeisteramt seines Vorgängers Matthias Laue (* 23. Februar 1584 Aschersleben; † 20. Dezember 1657 ebd.), der aus Altersgründen abgedankt hatte.

## Nachwirken
Ein Bildnis des Ascanius Pflaume (Lebensalter 58 Jahr) mitsamt Familienwappen findet sich in der Porträtserie einstiger Ascherslebener Magistratsmitglieder von 1663 in der Kirche St.-Stephani. Diese Serie der Ratsmitglieder wurde nach Kriegsende 1648 aus Dankbarkeit gefertigt, und auch Ascanius hat wohl eine Rolle während der höchst-gefährlichen Kriegszeiten und Einquartierungen gespielt.
Zu seinem Tode (nach zweijähriger Gemüts-Erkrankung, wohl Altersdemenz) wurde 1669 die von seinem Schwiegersohn, dem ersten Pastor und Inspektor Johannes Knopff (* 13. März 1634) der Stephani-Kirche, ebendort gehaltene Leichenpredigt mit dem Titel Ascanio Optimo Consule Regente Orbata in Halberstadt als Druckschrift veröffentlicht, in der vom Wohlgelahrten und Wohlweisen Herrn/ Herrn Ascanii Pflaumens/ Bißhero Regierenden Bürgermeisters dieser Stadt Aschersleben/ Standhafftigem Glauben/ Christlichem Leben und seeligem Sterben berichtet wird.